# Maximilian Maria, Prinț de Thurn și Taxis
Maximilian Maria Carl Joseph Gabriel Lamoral, Prinț de Thurn și Taxis, (germană Maximilian Maria Carl Joseph Gabriel Lamoral Fürst von Thurn und Taxis; 24 iunie 1862 – 2 iunie 1885) a fost al șaptelea Prinț de Thurn și Taxis, șef al Casei de Thurn și Taxis de la 10 noiembrie 1871 până la moartea sa la 24 iunie 1885.